# Navene Koperweis
Navene Koperweis (San Jose, 31 maggio 1985) è un batterista statunitense.
Conosciuto per essere stato il batterista degli Animosity e degli Animals as Leaders.
Koperweis iniziò a suonare la batteria ad 11 anni. Ha suonato con i Faceless e avviato il suo progetto technical death metal, Fleshwrought, dove lui stesso suona tutti gli strumenti.
è anche un produttore di musica elettronica e dubstep e attualmente sta lavorando al suo album di debutto.
Le sue influenze includono Tim Alexander, Joey Jordison, Kevin Talley, John Longstreth, Terry Bozzio, Skrillex, Noisia, e Deadmau5.

## Discografia

### Hoods
- Prey for Death (2003)

### Animosity
- Shut It Down (2003)
- Empires (2005)
- Animal (2007)

### The Faceless
- Akeldama (solo traccia 4) (2006)

### Fleshwrought
- Dementia/Dyslexia (2010)

### Animals as Leaders
- Weightless (2011)

### Navene K
- Human Design (EP, 2012)